# Smeták

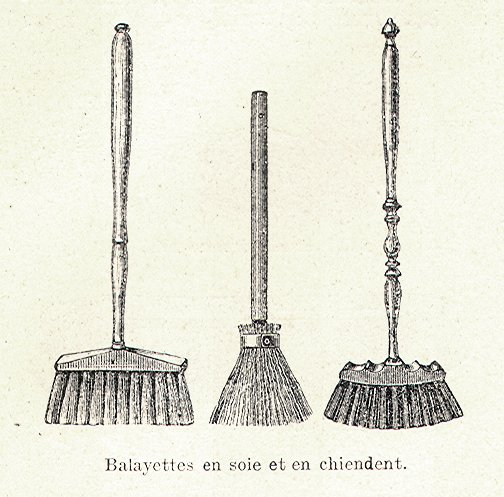
Smeták (vlevo a vpravo); uprostřed koště

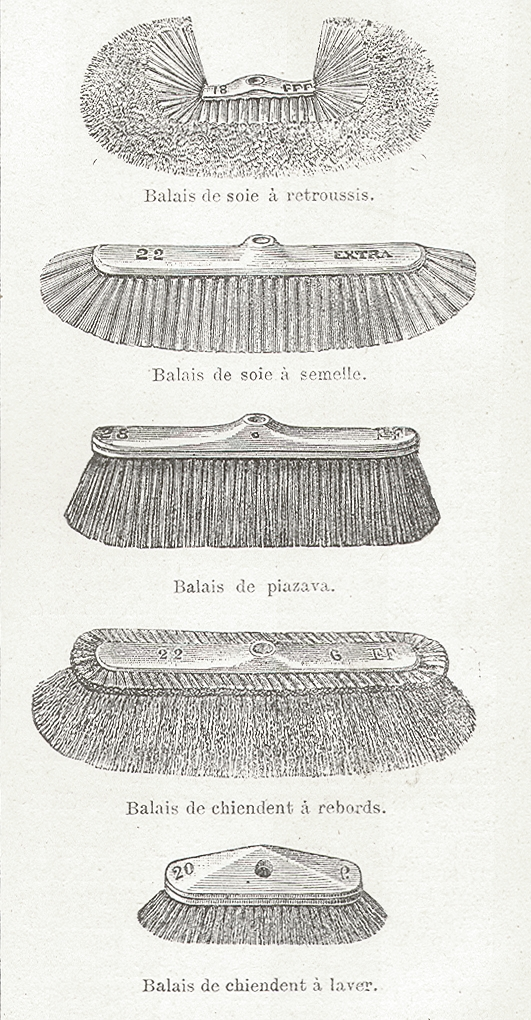
Smetáky (bez násady)

Smeták je běžný domácí nástroj, jenž má podobnou funkci jako koště. Slouží k zametání nečistot z vodorovných hladkých ploch, prováděných nejčastěji v interiérech budov. Na rozdíl od koštěte ale smetáky bývají uzpůsobeny pro úklid plochy mokrou cestou, tedy lze jimi podlahu vytírat respektive utřít, oproti klasickému koštěti bývají celkově měkčí a k uklízenému povrchu mechanicky šetrnější.
Běžný smeták je vlastně velký plochý kartáč. Je to větší dřevěný nebo plastový plochý nosník o délce 30 až 60 centimetrů opatřený chlupy nebo umělými plastovými vlákny. Nosník bývá nasazený na tyči kruhového průřezu o délce 150 až 160 centimetrů, která tvoří rukojeť (násadu) nástroje. Mokré vytírání pomocí běžného smetáku se provádí obvykle pomocí namočeného hadru omotaného okolo kartáče.

## Mop
Zvláštním druhem smetáku, určeným pro úklid mokrou cestou je tzv. mop, což je podobný nástroj. Původní dolní kartáč je zde nahrazen nasákavou textilní kruhovou nebo oválnou koncovkou vhodně uzpůsobenou pro namáčení ve vodě.